# Epania minuta
Epania minuta är en skalbaggsart som beskrevs av Maurice Pic 1935. Epania minuta ingår i släktet Epania och familjen långhorningar. Inga underarter finns listade i Catalogue of Life.